# Apple ID
Apple ID je uživatelský účet pro příhlášení ke všem službám a online produktům, které jsou spjaté se společností Apple, jako jsou například iWork, iCloud, iTunes Store, App Store, Apple Music a Apple Online Store. 
Pro vytvoření lze použít jakoukouli stávající emailovou adresu uživatele, nebo si vytvořit novou jako součást služby iCloud.
Registrace Apple ID je možná na webových stránkách společnosti Apple nebo pomocí jakéhokoli Apple zařízení jako je například iPhone, iPad, iPod touch, Mac.
Existuje bezplatné a placené Apple ID, přičemž bezplatné Apple ID nedovoluje nákupy za peníze.